# Crime funcional
Crime funcional é uma definição que existe no direito brasileiro. Trata-se da "infração da lei penal cometida intencionalmente (com exceção do peculato culposo) por quem se acha investido de um ofício ou função pública, praticada contra a administração pública". Está previsto nos artigos 312 a 327 do Código Penal brasileiro de 1940. Todo o crime funcional equivale a um ato de improbidade administrativa. 
Os crimes funcionais ainda podem ser classificados como próprios ou impróprios.

## Crime funcional próprio
Quando a qualidade de funcionário público é essencial à realização do crime. Se ausente esta condição no agente, o fato se torna atípico, isto é, não seria crime. Não há uma figura penal-típica "subsidiária" para quem não seja funcionário público e pratica tal ação ou omissão.
Por exemplo, se o crime de prevaricação (Código Penal, Art. 319) é praticado por empregado não funcionário público, essa conduta não se caracteriza como crime.
Art. 319. Retardar ou deixar de praticar, indevidamente, ato de ofício, ou praticá-lo contra disposição expressa de lei, para satisfazer interesse ou sentimento pessoal:

Pena - detenção, de 3 (três) meses a 1 (um) ano.

## Crime funcional impróprio
Quando o agente não tem a condição de funcionário público, a tipicidade do ato criminoso é dada de forma diversa.
Por exemplo, o funcionário público que se apropria de um bem da repartição que ele tenha a posse comete o crime de peculato (Código Penal, Art. 312). Porém, se o mesmo ato é praticado por agente não funcionário público, o tipo penal da conduta é o crime comum de apropriação indébita (Código Penal, Art. 168).
Art. 168 - Apropriar-se de coisa alheia móvel, de que tem a posse ou a detenção:

Pena: reclusão, de 1 (um) a 4 (quatro) anos, e multa.
Art. 312 - Apropriar-se o funcionário público de dinheiro, valor ou qualquer outro bem móvel, público ou particular, de que tem a posse em razão do cargo, ou desviá-lo, em proveito próprio ou alheio:

Pena - reclusão, de 2 (dois) a 12 (doze) anos, e multa.